# Birganj

Birganj é uma cidade do Nepal, localizada a 190 km a oeste de Catmandu, e a 2 km ao norte da fronteira com a Índia. Possui uma população de 285 011 habitantes.